# Takahiro Kuniyoshi
Takahiro Kuniyoshi (國吉 貴博 Kuniyoshi Takahiro?, nacido el 28 de mayo de 1988 en Saitama) es un futbolista japonés que se desempeña como centrocampista.

## Trayectoria

### Clubes
| Club            | País  | Año         |
| --------------- | ----- | ----------- |
| Ventforet Kofu  | Japón | 2007 - 2010 |
| Sagan Tosu      | Japón | 2011 - 2012 |
| Kataller Toyama | Japón | 2012 - 2017 |

## Estadística de carrera

### J. League
| Club            | Año   | J. League | J. League | Copa J. League | Copa J. League | Total | Total |
| Club            | Año   | Part.     | Goles     | Part.          | Goles          | Part. | Goles |
| --------------- | ----- | --------- | --------- | -------------- | -------------- | ----- | ----- |
| Ventforet Kofu  | 2007  | 1         | 0         | 1              | 0              | 2     | 0     |
| Ventforet Kofu  | 2008  | 0         | 0         | -              | -              | 0     | 0     |
| Ventforet Kofu  | 2009  | 16        | 5         | -              | -              | 16    | 5     |
| Ventforet Kofu  | 2010  | 2         | 0         | -              | -              | 2     | 0     |
| Sagan Tosu      | 2011  | 24        | 1         | -              | -              | 24    | 1     |
| Sagan Tosu      | 2012  | 0         | 0         | 6              | 0              | 6     | 0     |
| Kataller Toyama | 2012  | 9         | 2         | -              | -              | 9     | 2     |
| Kataller Toyama | 2013  | 38        | 1         | -              | -              | 38    | 1     |
| Kataller Toyama | 2014  | 22        | 0         | -              | -              | 22    | 0     |
| Kataller Toyama | 2015  | 35        | 2         | -              | -              | 35    | 2     |
| Kataller Toyama | 2016  | 25        | 0         | -              | -              | 25    | 0     |
| Kataller Toyama | 2017  | 24        | 0         | -              | -              | 24    | 0     |
| Total           | Total | 196       | 11        | 7              | 0              | 203   | 11    |